# 1939 (film)
Pour plus de détails, voir Fiche technique et Distribution.
1939 (Glorious 39) est un film britannique écrit et réalisé par Stephen Poliakoff, sorti en 2009.

## Synopsis
À la veille de la Seconde Guerre mondiale, alors que la famille Keyes essaye de défendre leur mode de vie traditionnel, leur fille Anne (Romola Garai) voit sa vie radicalement changer quand elle tombe sur des enregistrements secrets à propos de ceux qui veulent la guerre contre l'Allemagne, et qui sont l'objet de pressions voire d'assassinats de la part des services secrets de Chamberlain.

## Fiche technique
- Titre : 1939
- Titre original : Glorious 39
- Réalisation : Stephen Poliakoff
- Scénario : Stephen Poliakoff
- Directeur de la photographie : Danny Cohen
- Musique : Adrian Johnston
- Producteur : Barney Reisz - Martin Pope
- Distribution : Momentum Pictures (en)
- Langue : anglais
- Durée : 123 min
- Date de sortie : 
  -  Royaume-Uni : 27 octobre 2009 (London Film Festival)

## Distribution
- Romola Garai : Anne Keyes
- Bill Nighy : Alexander, le père adoptif d'Anne
- Julie Christie : Elizabeth, la tante d'Anne
- Eddie Redmayne : Ralph, le frère adoptif d'Anne
- Juno Temple : Celia, sœur adoptive d'Anne
- David Tennant : Hector, un ami de la famille
- Charlie Cox : Lawrence
- Jeremy Northam : Balcombe
- Christopher Lee: Walter
- Sam Kubrick : Walter jeune

## Lieux de tournages
- Cley Marshes